# Тавадзе, Илья Кайсарович
Илья́ Кайса́рович Тава́дзе (26 декабря 1905 — 1 января 1973) — советский партийный и государственный деятель, дипломат. Автор работ в области истории философии, эстетики.

## Биография
Член ВКП(б) с 1931 года. Окончил Московский педагогический институт им. В.И. Ленина и аспирантуру МИФЛИ (1934). Доктор философских наук (1964), профессор, заслуженный деятель науки Грузинской ССР. 
- В 1934—1937 годах — преподаватель философию в вузах Москвы и Тбилиси.
- В 1937 году — помощник секретаря ЦК КП(б) Грузии.
- В 1938—1939 годах — заведующий Отделом пропаганды и агитации ЦК КП(б) Грузии.
- В 1939—1943 годах — секретарь ЦК КП(б) Грузии по пропаганде и агитации.
- В 1943—1946 годах — народный комиссар — министр государственного контроля Грузинской ССР.
- В 1946—1948 годах — первый секретарь Посольства СССР во Франции.
- В 1949—1950 годах — заведующий Информационным отделом МИД СССР.
- С 22 апреля по 24 ноября 1950 года — чрезвычайный и полномочный посланник СССР в Сирии и Ливане по совместительству[1][2].
- С апреля по июнь 1953 года — директор Партийной школы при ЦК Компартии Грузии.
- С 1955 года — ректор Грузинского государственного театрального института.

В 1952—1953 и 1953—1955 годах находился в заключении.

## Награды
- орден Трудового Красного Знамени (1941)